# 土地総割替
土地総割替（Black Repartition、BR、ロシア語: Чёрный передел、土地総割替派とも呼ばれる）は、1880年代初頭のロシアにおける革命組織であった。
土地総割替は、1879年6月のヴォロネジ会議における「土地と自由」の分裂後、同年8月から9月にかけて設立された。その名称はロシアの農村部に由来し、そこでは農民の間で間近に迫った土地の再分配（割替）の噂が広まっていた。この文脈における「チョールヌイ」（Chyornyi）は、文字通りの「黒」を意味するのではなく、「総体的」または「普遍的」を意味する。
当初、土地総割替のメンバーは「土地と自由」の思想を共有し、政治闘争の必要性を放棄し、人民の意志のテロや陰謀戦術に反対していた。土地総割替は、プロパガンダと扇動（「アジプロ」）を戦術として好んだ。
サンクトペテルブルクにおける土地総割替中央機関の組織者には以下の人物が含まれていた。
- ゲオルギー・プレハーノフ
- パーヴェル・アクセリロード
- オーシプ・アプテクマン
- レフ・デイチ
- ヴェーラ・ザスーリチ

このグループは印刷所を組織し、雑誌『土地総割替』および『ズェルノー』（Зерно、Zerno）を発行し始め、同時に学生や労働者との連携を発展させた。土地総割替の地方組織は、モスクワ、ハリコフ、カザン、ペルミ、サラトフ、サマーラなどの都市で活動していた。
1880年初頭にプレハーノフ、デイチ、ザスーリチら土地総割替のメンバー数名が亡命した後、アナトーリー・ブラーノフ、M.レシュコ、K.ザゴルスキー、M.シェフテルなどが彼らに代わって土地総割替の指導者となった。彼らはミンスクに新たな印刷所を開設し、労働者との接触を広げた。土地総割替の中央機関はモスクワへ移転した。
1880年春、土地総割替のメンバーであるエリザヴェータ・コヴァリスカヤとニコライ・シチェドリンは、数百人の労働者からなる「南ロシア労働者同盟」（Южнорусский рабочий союз、Yuzhnorusskiy rabochiy soyuz）を組織した。
この頃までに、土地総割替の革命観はいくつかの点で変化していた。1880年から1881年にかけての逮捕は、組織を著しく弱体化させた。人民の意志の成功を目の当たりにし、ヤーコフ・ステファノヴィチ、ブラーノフなど土地総割替のメンバーの多くがそのイデオロギーを採用した。1881年末までに、土地総割替は組織としては消滅したが、個別の土地総割替クラブは1880年代半ばまで活動を続けた。プレハーノフ、デイチ、ザスーリチは、土地総割替の他の元メンバーと共にマルクス主義を受け入れ、1883年にジュネーブで最初のロシア・マルクス主義組織である「労働解放団」を創設した。

## 参照
1. ↑  "«Чёрный передел» (партия)" ["Black repartition" (party)]. Great Soviet Encyclopedia (ロシア語). 2020年6月19日閲覧。